# 浦三路站
浦三路站位于上海浦東新区三林鎮，车站位于御桥路浦三路，车站主体位于御桥路路地下，横跨路口，呈近东西方向。为上海轨道交通11号线的地下侧式车站，于2013年8月31日启用。

## 车站设计

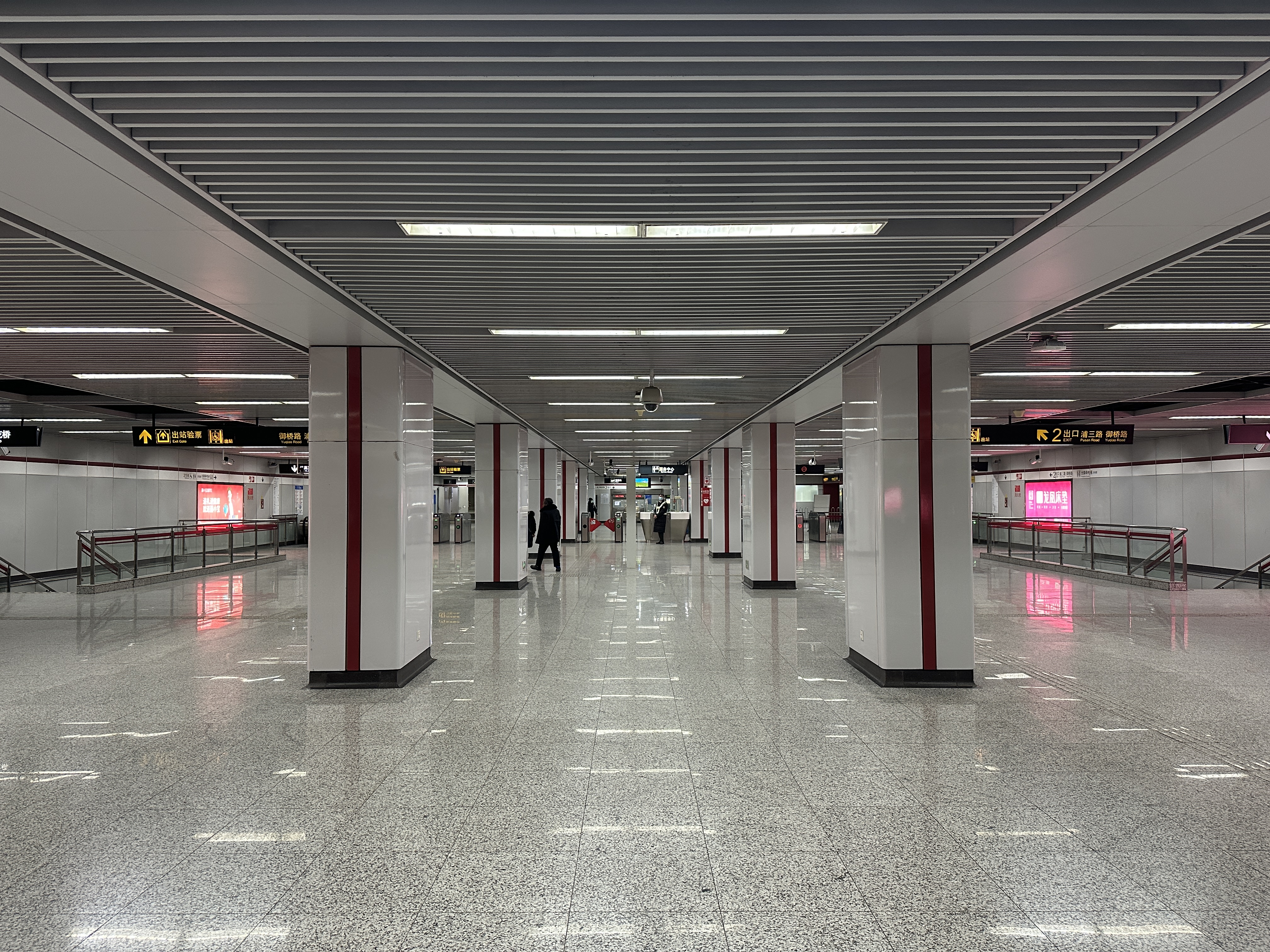
站厅

采用地下二层侧式车站，中间设一存车线。
| 地面层   | 出入口             | 1-4出入口                         |                    |                    |
| 地下一层 | 站厅               | 票务服务、自动售票机、人工服务台  |                    |                    |
| 地下二层 | 侧式站台，右侧开门 | 侧式站台，右侧开门                | 侧式站台，右侧开门 | 侧式站台，右侧开门 |
|          |                    | █ 11号线 往嘉定北或花桥（三林东） |                    |                    |
|          |                    | █ 11号线 存车线                   |                    |                    |
|          |                    | █ 11号线 往迪士尼（康恒路）       |                    |                    |
|          | 侧式站台，右侧开门 |                                   |                    |                    |

## 公交换乘
219、632、784、986区间、988、浦东43路、南南线

## 车站出口
浦三路站共有4个出入口，各出入口如下所示：
| 出口编号            | 出口指示       | 照片 |
| ------------------- | -------------- | ---- |
| 1 · 出口            | 浦三路         |      |
| 2 · 出口 · （设有） | 御桥路，浦三路 |      |
| 3 · 出口            | 御桥路，浦三路 |      |
| 4 · 出口            | 浦三路         |      |
| 图例： 设有         |                |      |